# Tarxien
Tarxien [tɐrˈʃɪːn] (oder Ħal Tarxien) ist ein kleines Dorf im südöstlichen Teil Maltas. Der Name rührt vermutlich von einer Kombination von zwei Worten her: Tarzin ein arabisches Wort für Baumgruppe und Tirix, was einen großen Stein bezeichnet, ähnlich denen, wie sie zum Bau der jungsteinzeitlichen Tempel benutzt wurden. Das Motto des Dorfes lautet Tyrii Genure Coloni – „Die Phönizier erschufen mich“.

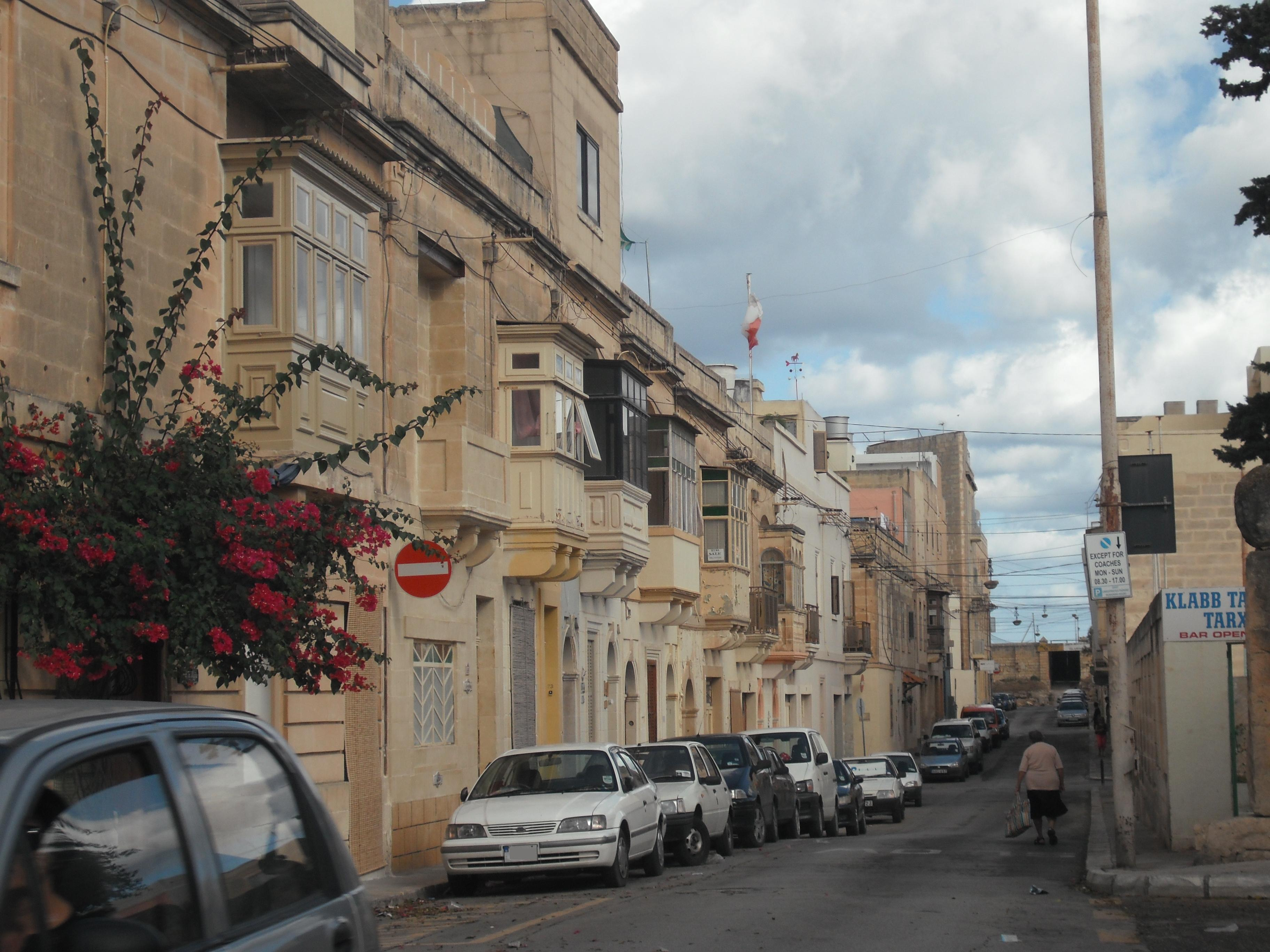
Innenstadt von Tarxien

## Gemeindeleben
Heute wohnen in der Ansiedlung 8915 Menschen (Stand 31. Dezember 2020). Ein wichtiger Teil der Kultur von Tarxien ist das Fest der Verkündigung, ein kirchlicher Feiertag Ende Mai. Er wird mit großem Feuerwerk begangen. Den Sommer verbringen viele Einwohner an der Küste, wodurch die Einwohnerzahl auf nur etwa zwei Drittel von der in den kälteren Monaten sinkt. Das Fest von „Our Lady of the Doctrine“ (Maria) wird am dritten Sonntag im Juli gefeiert.
Der frühere Premierminister von Malta, Dominic Mintoff, lebte in Tarxien im Ruhestand.

## Gemeindepartnerschaften
Tarxien unterhält Partnerschaften mit der italienischen Gemeinde Ovindoli und mit der bulgarischen Stadt Weliko Tarnowo.

## Bauwerke
Der älteste Tempel wird auf 2800 vor Christus datiert. Es gibt in den Tempeln viele Standbilder und Reliefs von Tieren, z. B. von Ziegen – für die Malta bekannt ist – und Schweinen. Am bekanntesten ist das etwa 2½ m hohe Standbild einer dicken Frau, von dem man glaubt, sie stellt eine Muttergottheit dar. Es gibt viele dieser Statuen in vielen Tempeln verstreut und man sagt, sie seien ein Zeichen für Fruchtbarkeit.

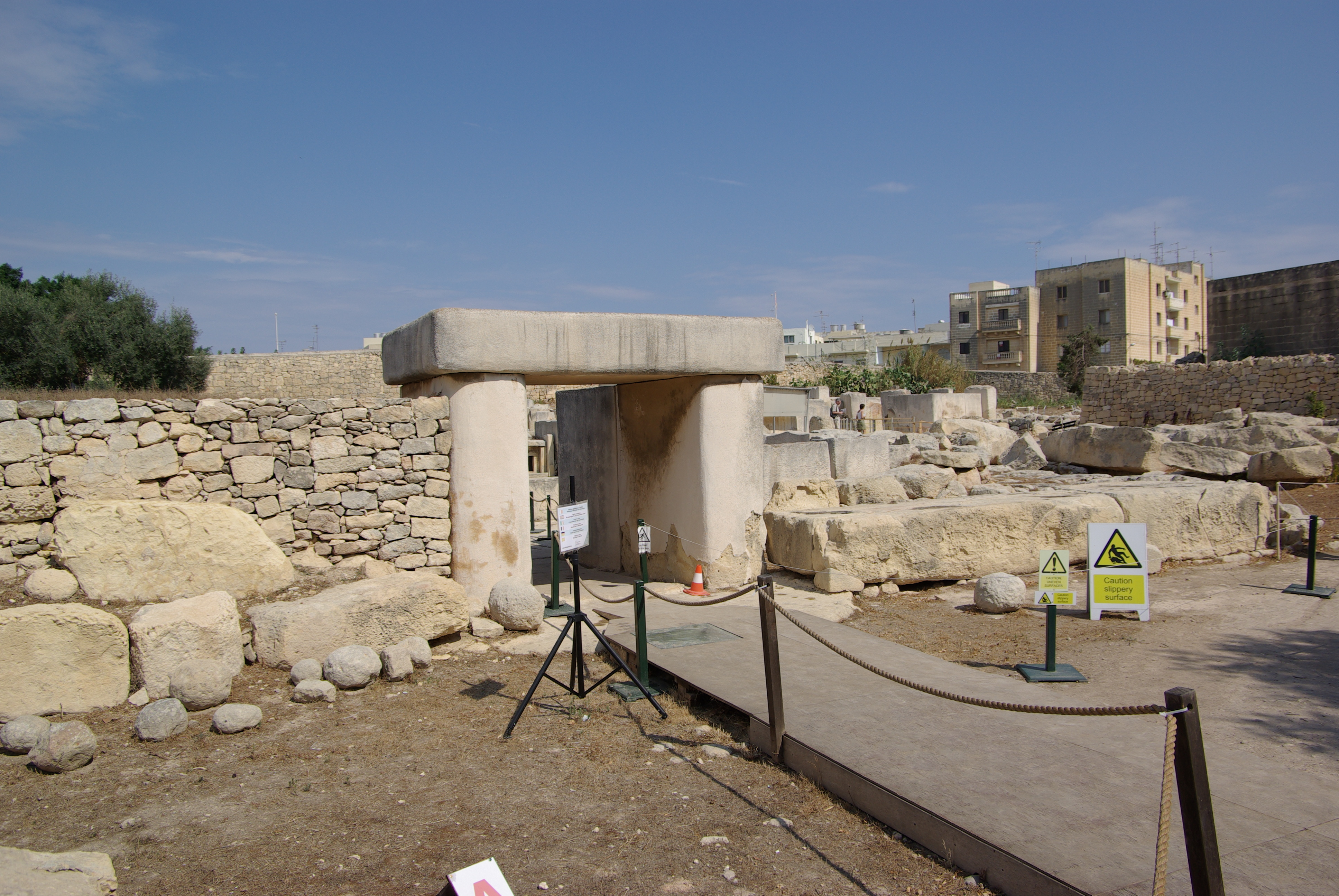
Rekonstruierter Eingang zum Tempelbezirk
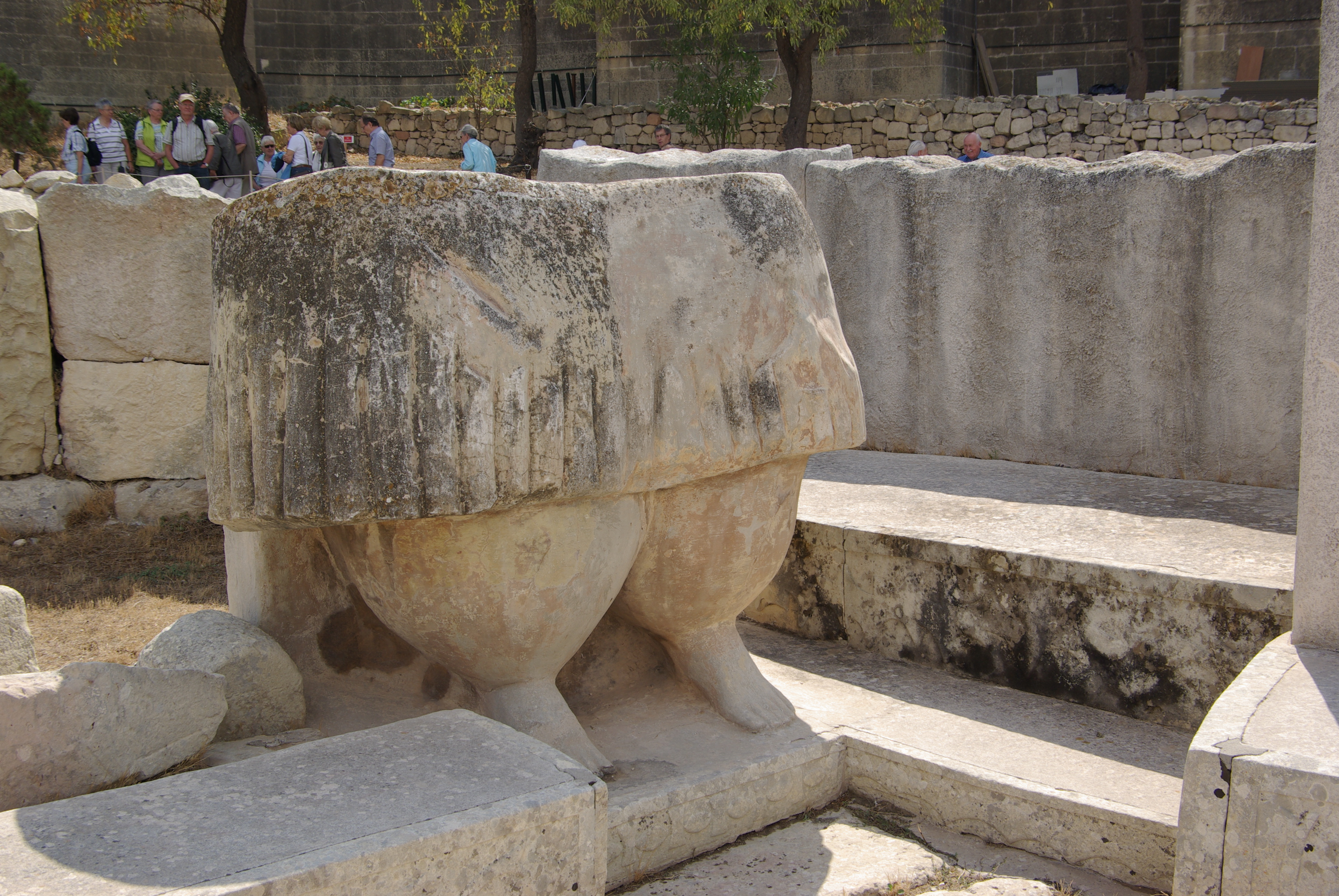
„Magna Mater“ im Tempel von Tarxien
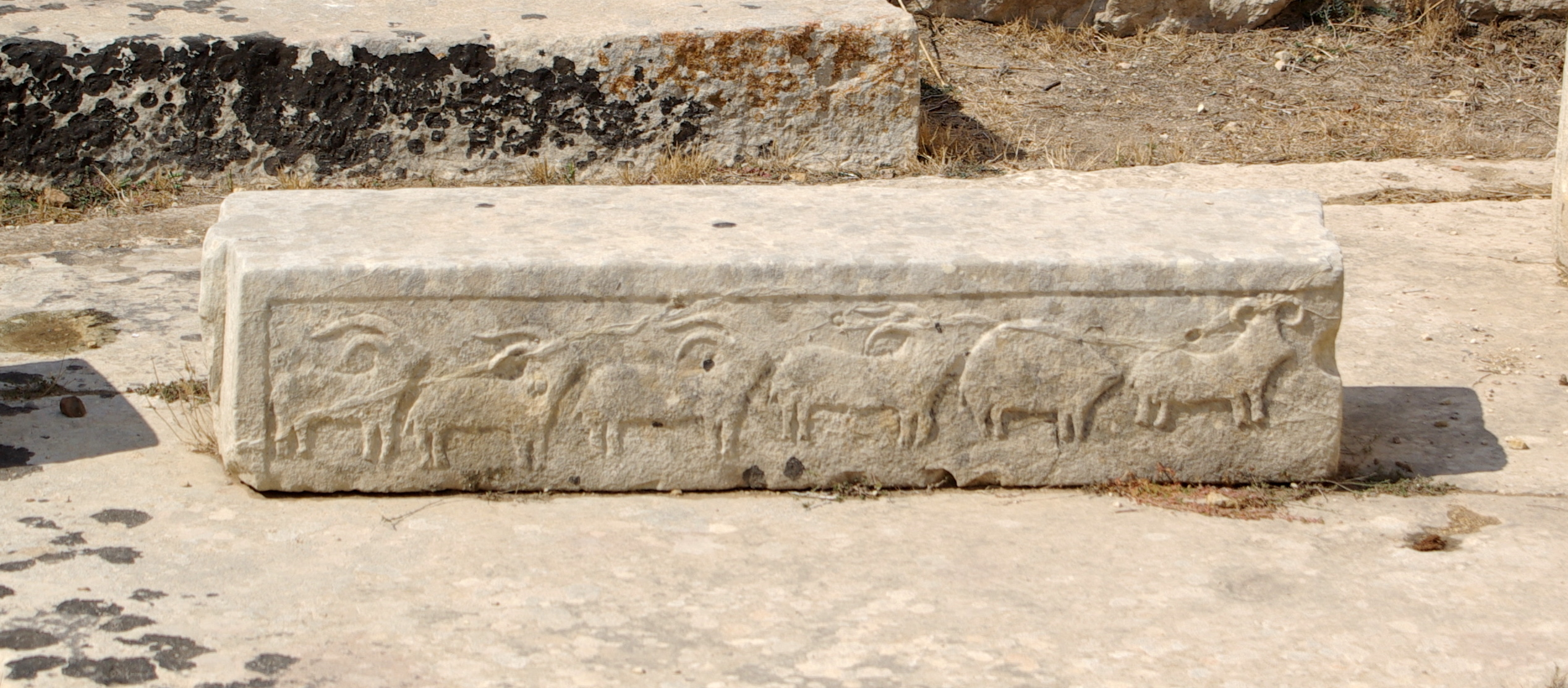
Ein Relief mit Ziegen, einem Schwein und einem Widder